# 広島女学院の人物一覧
広島女学院の人物一覧（ひろしまじょがくいんのじんぶついちらん）は，学校法人広島女学院、広島女学院大学、広島女学院中学校・高等学校、およびその前身（広島女学会、私立英和女学校、私立広島女学校、広島女学院大学短期大学部）に関係する人物の一覧記事。

## 歴代の校主・校長・院長・学長
中学校（1947年～）・高等学校（1948年～）・大学（1949年～）
- 平岩馨邦 （1960年）：理事長
- 湊晶子 （2014年）：学長

## 主な元教員
- 杉村春子 - 女優
- 浜田政二郎 - 英文学
- 重友毅 - 日本文学
- 李家正文 - 歴史学
- 藤原与一 - 言語学
- 馬瀬良雄 - 言語学
- 河合伊六 - 臨床心理学
- 武久堅 - 日本文学
- 坂本公延 - 英文学
- 児玉実英 - アメリカ文学
- 佐藤恒雄 - 日本文学
- 谷澤久之 - 薬学
- 横山昭正 - フランス文学

## 現在の教員

### 客員教授等
- 日野原重明 客員教授、最高顧問
- 出口汪 客員教授
- 谷尻誠 客員教授

### 国際教養学部

#### 国際教養学科
- 小松正昭 - 経済学
- 末永航 - 美術史学

### 人間生活学部

#### 生活デザイン・建築学科
- 本村佳久 - 建築学、建築家

## 出身者
あ行
- 青山祐子 - NHKアナウンサー
- 上田愛美 - 元アイドル。チェキッ娘（転校）
- 大国和江 - 弁護士

か行
- カイト由利子 - 関西大学教授
- 桑原しおり - 元中国放送アナウンサー
- 黒田千晴 - 料理研究家

さ行
- 坂本祐祈 - フリーアナウンサー
- 清水美紀 - 東海テレビアナウンサー
- 白井京子 - フリーアナウンサー
- 新保友映 - ニッポン放送アナウンサー
- 杉浦圭子 - NHKアナウンサー
- 瀬川嘉 - 山口放送アナウンサー

た行
- 平安寿子 - 作家
- 田坂るり - 元広島テレビアナウンサー
- 太刀掛秀子 - 漫画家）
- 田中路子 - 女優、声楽家
- 津野瀬果絵 - テレビ西日本アナウンサー
- 戸田麻衣子 - 元女優。戸田菜穂の妹
- 土手香那子 - ローカルタレント

な行
- 内藤礼 - 現代美術家
- 長尾ひろみ - 第6期・第7期中央教育審議会委員
- 中元綾子 - よみうりテレビ⇒広島ホームテレビアナウンサー

は行
- 長谷川泰子 - 女優
- 部谷京子 - 映画美術監督
- 坊美希 - ローカルタレント

ま行
- 松井梨絵子 - 秋田放送アナウンサー
- 松本京子 - 元テレビ新広島アナウンサー

や-わ行
- 八木静佳 - 元広島ホームテレビアナウンサー

## その他
- 堀辰雄 - 婚約者矢野綾子（『風立ちぬ』の節子）が広島女学校付属小学校、同高等女学部卒業
- 山本學 - 妻が広島女学院大学の元教員